# Vlaams Parlement (samenstelling 1995-1999)

Vlaamse verkiezingen

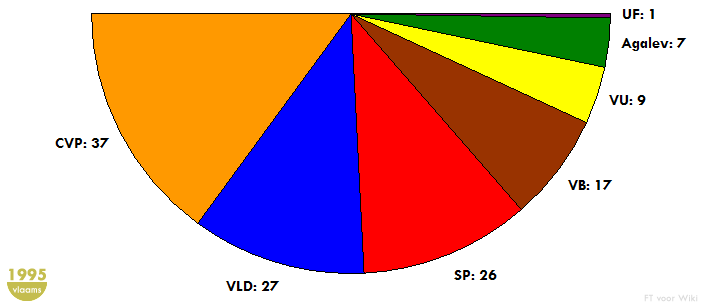
Inaugurale zetelverdeling van het Vlaams Parlement in 1995

Deze lijst geeft de samenstelling weer van het Vlaams Parlement tussen 1995 en 1999. Het Vlaams Parlement telt 124 leden.
De legislatuur volgde uit de Vlaamse verkiezingen van 21 mei 1995 en ging van start op 13 juni 1995. De legislatuur liep ten einde op 6 mei 1999.
Tijdens deze legislatuur was de regering-Van den Brande IV in functie, die steunde op een meerderheid van CVP en SP. De oppositiepartijen waren dus VLD, Volksunie, Agalev, Vlaams Blok en UF.

## Samenstelling
| Begin legislatuur (1995) | Begin legislatuur (1995) | Begin legislatuur (1995) | Einde legislatuur (1999) | Einde legislatuur (1999) | Einde legislatuur (1999) |
| Fractie                  | Fractie                  | Zetels                   | Fractie                  | Fractie                  | Zetels                   |
| ------------------------ | ------------------------ | ------------------------ | ------------------------ | ------------------------ | ------------------------ |
|                          | CVP                      | 37                       |                          | CVP                      | 36                       |
|                          | VLD                      | 27                       |                          | VLD                      | 27                       |
|                          | SP                       | 26                       |                          | SP                       | 26                       |
|                          | Vlaams Blok              | 17                       |                          | Vlaams Blok              | 16                       |
|                          | Volksunie                | 9                        |                          | Volksunie                | 9                        |
|                          | Agalev                   | 7                        |                          | Agalev                   | 7                        |
|                          | UF                       | 1                        |                          | UF                       | 1                        |
|                          |                          |                          |                          | Onafhankelijk            | 2                        |

Wijzigingen in fractiesamenstelling:
- In 1996 stapt Jean Caubergs uit het Vlaams Blok. Hij zetelt vanaf dan als onafhankelijke.
- In 1999 gaat Hugo Van Rompaey (CVP) als onafhankelijke zetelen.

## Lijst van de parlementsleden
| Volksvertegenwoordiger         | Fractie     | Kieskring                       | Opmerkingen |
| ------------------------------ | ----------- | ------------------------------- | --- |
| Wilfried Aers                  | Vlaams Blok | Gent-Eeklo                      | |
| Jean Caubergs                  | Vlaams Blok | Hasselt-Tongeren-Maaseik        | Zetelt vanaf 23 september 1996 als onafhankelijke. |
| Frank Creyelman                | Vlaams Blok | Mechelen-Turnhout               | |
| Herman De Reuse                | Vlaams Blok | Kortrijk-Roeselare-Tielt        | |
| Filip Dewinter                 | Vlaams Blok | Antwerpen                       | Voorzitter van de Vlaams Blok-fractie. |
| Karim Van Overmeire            | Vlaams Blok | Oudenaarde-Aalst                | |
| Marijke Dillen                 | Vlaams Blok | Antwerpen                       | Voorzitter van de commissie Mediabeleid. |
| Joris Van Hauthem              | Vlaams Blok | Halle-Vilvoorde                 | |
| Miel Verrijken                 | Vlaams Blok | Antwerpen                       | |
| Luk Van Nieuwenhuysen          | Vlaams Blok | Mechelen-Turnhout               | Ondervoorzitter. |
| Pieter Huybrechts              | Vlaams Blok | Mechelen-Turnhout               | |
| Frans Wymeersch                | Vlaams Blok | Dendermonde-Sint-Niklaas        | |
| Roeland Van Walleghem          | Vlaams Blok | Brussel                         | |
| Christian Verougstraete        | Vlaams Blok | Veurne-Diksmuide-Oostende-Ieper | |
| Jan Penris                     | Vlaams Blok | Antwerpen                       | |
| Felix Strackx                  | Vlaams Blok | Leuven                          | |
| Dominiek Lootens-Stael         | Vlaams Blok | Brussel                         | |
| Yolande Avontroodt             | VLD         | Antwerpen                       | |
| Ward Beysen                    | VLD         | Antwerpen                       | Secretaris. |
| Louis Bril                     | VLD         | Kortrijk-Roeselare-Tielt        | Voorzitter van de commissie Cultuur en Sport. |
| Julien Demeulenaere            | VLD         | Veurne-Diksmuide-Oostende-Ieper | |
| Jacques Devolder               | VLD         | Brugge                          | |
| André Denys                    | VLD         | Gent-Eeklo                      | Voorzitter van de VLD-fractie. |
| Joseph Browaeys                | VLD         | Oudenaarde-Aalst                | |
| Annie De Maght                 | VLD         | Oudenaarde-Aalst                | |
| Marino Keulen                  | VLD         | Hasselt-Tongeren-Maaseik        | |
| Leo Goovaerts                  | VLD         | Brussel                         | |
| Jaak Gabriels                  | VLD         | Hasselt-Tongeren-Maaseik        | Voorzitter van de commissie Ruimtelijke Ordening, Openbare Werken en Vervoer. |
| Patricia Ceysens               | VLD         | Leuven                          | |
| Francis Vermeiren              | VLD         | Halle-Vilvoorde                 | Ondervoorzitter. |
| Etienne de Groot               | VLD         | Antwerpen                       | |
| Marleen Vanderpoorten          | VLD         | Mechelen-Turnhout               | |
| Arnold Van Aperen              | VLD         | Mechelen-Turnhout               | |
| Stefaan Platteau               | VLD         | Halle-Vilvoorde                 | |
| Freddy Feytons                 | VLD         | Hasselt-Tongeren-Maaseik        | |
| Marc Cordeel                   | VLD         | Dendermonde-Sint-Niklaas        | |
| Karel De Gucht                 | VLD         | Dendermonde-Sint-Niklaas        | |
| Roland Deswaene                | VLD         | Gent-Eeklo                      | |
| Patrick Lachaert               | VLD         | Gent-Eeklo                      | |
| Jacques Laverge                | VLD         | Kortrijk-Roeselare-Tielt        | |
| Didier Ramoudt                 | VLD         | Veurne-Diksmuide-Oostende-Ieper | |
| Mandus Verlinden               | VLD         | Leuven                          | |
| Sonja Van Lindt                | VLD         | Halle-Vilvoorde                 | |
| Dirk Van Mechelen              | VLD         | Antwerpen                       | Voorzitter van de commissie Leefmilieu en Natuurbehoud. |
| Paul Dumez                     | CVP         | Antwerpen                       | Vervangt vanaf 4 juli 1995 Wivina Demeester, die minister in de Vlaamse Regering wordt. |
| Jan Béghin                     | CVP         | Brussel                         | Vervangt vanaf 25 oktober 1997 Brigitte Grouwels, die minister in de Vlaamse Regering wordt. Grouwels verving van 4 juli 1995 tot 24 oktober 1997 Jos Chabert, die minister in de Brusselse Hoofdstedelijke Regering werd.   |
| Eddy Schuermans                | CVP         | Hasselt-Tongeren-Maaseik        | Vervangt vanaf 4 juli 1995 Theo Kelchtermans, die minister in de Vlaamse Regering wordt. |
| Carl Decaluwé                  | CVP         | Kortrijk-Roeselare-Tielt        | Vervangt vanaf 4 juli 1995 Luc Martens, die minister in de Vlaamse Regering wordt. |
| Kathleen Helsen                | CVP         | Mechelen-Turnhout               | Vervangt vanaf 27 januari 1998 Herman Candries, die op pensioen gaat. Candries verving van 4 juli 1995 tot 26 januari 1998 Luc Van den Brande, die minister in de Vlaamse Regering wordt.                                    |
| Michel Doomst                  | CVP         | Halle-Vilvoorde                 | Vervangt vanaf 4 juli 1995 Eric Van Rompuy, die minister in de Vlaamse Regering wordt. Van Rompuy was voorzitter van de CVP-fractie tot 19 juni 1995.                                                                        |
| Sonja Becq                     | CVP         | Halle-Vilvoorde                 | |
| Georges Beerden                | CVP         | Hasselt-Tongeren-Maaseik        | |
| Marc Van Peel                  | CVP         | Antwerpen                       | Tot 9 juli 1996 voorzitter van de commissie Binnenlandse Aangelegenheden, Stadsvernieuwing en Huisvesting. |
| Veerle Heeren                  | CVP         | Hasselt-Tongeren-Maaseik        | |
| Maria Tyberghien-Vandenbussche | CVP         | Veurne-Diksmuide-Oostende-Ieper | |
| Jef Van Looy                   | CVP         | Mechelen-Turnhout               | |
| Riet Van Cleuvenbergen         | CVP         | Hasselt-Tongeren-Maaseik        | |
| Joachim Coens                  | CVP         | Brugge                          | |
| Johan De Roo                   | CVP         | Gent-Eeklo                      | Voorzitter van de CVP-fractie vanaf 20 juni 1995. |
| Leonard Quintelier             | CVP         | Oudenaarde-Aalst                | |
| Jos De Meyer                   | CVP         | Dendermonde-Sint-Niklaas        | |
| Georges Cardoen                | CVP         | Halle-Vilvoorde                 | Secretaris en vanaf 10 juli 1996 voorzitter van de commissie Binnenlandse Aangelegenheden, Stadsvernieuwing en Huisvesting.                                                                                                  |
| Paul Deprez                    | CVP         | Veurne-Diksmuide-Oostende-Ieper | |
| Mia De Schamphelaere           | CVP         | Antwerpen                       | |
| Peter Desmet                   | CVP         | Kortrijk-Roeselare-Tielt        | |
| Bart Vandendriessche           | CVP         | Gent-Eeklo                      | |
| Hugo Marsoul                   | CVP         | Leuven                          | |
| Erik Matthijs                  | CVP         | Gent-Eeklo                      | |
| Trees Merckx-Van Goey          | CVP         | Leuven                          | Voorzitter van de commissie Welzijn, Gezondheid en Gezin. |
| Marc Olivier                   | CVP         | Kortrijk-Roeselare-Tielt        | Ondervoorzitter. |
| Freddy Sarens                  | CVP         | Mechelen-Turnhout               | |
| Herman Suykerbuyk              | CVP         | Antwerpen                       | Ondervoorzitter. |
| John Taylor                    | CVP         | Dendermonde-Sint-Niklaas        | |
| Walter Vandenbossche           | CVP         | Brussel                         | |
| Mark Van der Poorten           | CVP         | Oudenaarde-Aalst                | |
| Mieke Van Hecke                | CVP         | Gent-Eeklo                      | |
| Johan Weyts                    | CVP         | Brugge                          | |
| Hugo Van Rompaey               | CVP         | Mechelen-Turnhout               | Zetelt vanaf 2 maart 1999 als onafhankelijke. |
| Gilbert Vanleenhove            | CVP         | Veurne-Diksmuide-Oostende-Ieper | Voorzitter van de commissie Onderwijs, Vorming en Wetenschapsbeleid. |
| Leo Cannaerts                  | CVP         | Mechelen-Turnhout               | |
| Leo Delcroix                   | CVP         | Hasselt-Tongeren-Maaseik        | |
| Jean-Marie Bogaert             | Volksunie   | Brugge                          | |
| Gerda Raskin                   | Volksunie   | Leuven                          | Vervangt vanaf 4 maart 1997 Willy Kuijpers, die voltijds burgemeester van Herent wordt. |
| Herman Lauwers                 | Volksunie   | Antwerpen                       | |
| Lieven Dehandschutter          | Volksunie   | Dendermonde-Sint-Niklaas        | Vervangt vanaf 20 oktober 1998 Nelly Maes, die lid wordt van het Europees Parlement. |
| Johan Sauwens                  | Volksunie   | Hasselt-Tongeren-Maaseik        | Voorzitter van de commissie Staatshervorming, Algemene Zaken en Verzoekschriften. |
| Chris Vandenbroeke             | Volksunie   | Kortrijk-Roeselare-Tielt        | |
| Kris Van Dijck                 | Volksunie   | Mechelen-Turnhout               | |
| Paul Van Grembergen            | Volksunie   | Gent-Eeklo                      | Voorzitter van de Volksunie-fractie. |
| Etienne Van Vaerenbergh        | Volksunie   | Halle-Vilvoorde                 | |
| Peter Vanvelthoven             | SP          | Hasselt-Tongeren-Maaseik        | Vervangt vanaf 4 juli 1995 Eddy Baldewijns, die minister in de Vlaamse Regering wordt. |
| Jacky Maes                     | SP          | Veurne-Diksmuide-Oostende-Ieper | Vervangt vanaf 17 oktober 1995 Marcel Gesquière, die op pensioen gaat. |
| Marc De Laet                   | SP          | Mechelen-Turnhout               | Vervangt vanaf 19 januari 1999 Lydia Maximus, die op pensioen gaat. |
| Peter Dufaux                   | SP          | Hasselt-Tongeren-Maaseik        | Vervangt vanaf 30 september 1998 Steve Stevaert, die minister in de Vlaamse Regering wordt. |
| Freddy De Vilder               | SP          | Gent-Eeklo                      | Vervangt vanaf 4 juli 1995 Luc Van den Bossche, die minister in de Vlaamse Regering wordt. |
| Anne Van Asbroeck              | SP          | Brussel                         | Vervangt vanaf 2 maart 1999 Michiel Vandenbussche, die voltijds schepen van Etterbeek wordt. Vandenbussche verving van 4 juli 1995 tot 1 maart 1999 Rufin Grijp, die minister in de Brusselse Hoofdstedelijke Regering werd. |
| Tuur Van Wallendael            | SP          | Antwerpen                       | |
| Robert Voorhamme               | SP          | Antwerpen                       | Voorzitter van de commissie Werkgelegenheid en Economische Aangelegenheden. |
| Kathy Lindekens                | SP          | Antwerpen                       | Secretaris. |
| Patrick Hostekint              | SP          | Kortrijk-Roeselare-Tielt        | |
| Carlos Lisabeth                | SP          | Gent-Eeklo                      | |
| Norbert De Batselier           | SP          | Dendermonde-Sint-Niklaas        | Parlementsvoorzitter en voorzitter van de commissie Financiën en Begroting. |
| Herman De Loor                 | SP          | Oudenaarde-Aalst                | |
| Gracienne van Nieuwenborg      | SP          | Oudenaarde-Aalst                | |
| Johnny Goos                    | SP          | Veurne-Diksmuide-Oostende       | |
| André Kenzeler                 | SP          | Hasselt-Tongeren-Maaseik        | |
| André Van Nieuwkerke           | SP          | Brugge                          | |
| Gilbert Bossuyt                | SP          | Kortrijk-Roeselare-Tielt        | Voorzitter van de SP-fractie vanaf 4 juli 1995. |
| Fred Dielens                   | SP          | Halle-Vilvoorde                 | |
| Peter De Ridder                | SP          | Antwerpen                       | |
| Marcel Logist                  | SP          | Leuven                          | |
| Jef Sleeckx                    | SP          | Mechelen-Turnhout               | Voorzitter van de commissie Buitenlandse en Europese Aangelegenheden. |
| René Swinnen                   | SP          | Leuven                          | |
| Guy Swennen                    | SP          | Hasselt-Tongeren-Maaseik        | |
| Bruno Tobback                  | SP          | Leuven                          | |
| Jacques Timmermans             | SP          | Oudenaarde-Aalst                | Voorzitter van de SP-fractie tot 3 juli 1995. |
| Vera Dua                       | Agalev      | Gent-Eeklo                      | |
| Johan Malcorps                 | Agalev      | Antwerpen                       | |
| Ludo Sannen                    | Agalev      | Hasselt-Tongeren-Maaseik        | |
| Jos Geysels                    | Agalev      | Mechelen-Turnhout               | Voorzitter van de Agalev-fractie. |
| Cecile Verwimp                 | Agalev      | Halle-Vilvoorde                 | |
| Jos Stassen                    | Agalev      | Dendermonde-Sint-Niklaas        | |
| Ria Van Den Heuvel             | Agalev      | Antwerpen                       | |
| Christian Van Eyken            | UF          | Halle-Vilvoorde                 | |